# Joseph Coutts
Joseph Coutts (Amritsar, 21 juli 1945) is een Pakistaans geestelijke en een kardinaal van de Rooms-Katholieke Kerk.
Coutts volgde het seminarie van Karachi. Hij werd op 9 januari 1971 priester gewijd. Vervolgens studeerde hij in Rome. Na zijn afstuderen keerde hij terug naar Pakistan. Daar was hij achtereenvolgens hoogleraar aan het seminarie van Karachi, rector van het klein-seminarie van Lahore en vicaris-generaal van het bisdom Lahore.
Op 5 mei 1988 werd Coutts benoemd tot bisschop-coadjutor van het bisdom Hyderabad in Pakistan. Zijn bisschopswijding vond plaats op 16 september 1988. Na het aftreden van Bonaventure Patrick Paul O.F.M. als bisschop van Hyderabad volgde Coutts hem op 1 september 1990 op in deze functie. 
Coutts werd op 27 juni 1998 benoemd tot bisschop van Faisalabad. Van 2011 tot 2017 was Coutts tevens voorzitter van de bisschoppenconferentie van Pakistan. Op 25 januari 2012 volgde zijn benoeming tot aartsbisschop van Karachi.
Coutts werd tijdens het consistorie van 28 juni 2018 kardinaal gecreëerd. Hij kreeg de rang van kardinaal-priester. Zijn titelkerk werd de San Bonaventura da Bagnoregio; het was de eerste keer dat deze kerk als titelkerk werd aangemerkt. Hij nam deel aan het conclaaf van 2025.
Coutts ging op 11 februari 2021 met emeritaat. Op 21 juli 2025 dag verloor hij - in verband met het bereiken van de 80-jarige leeftijd - het recht om deel te nemen aan een toekomstig conclaaf. 